# Krzyżaczka bukowa
Krzyżaczka bukowa (Eutypa spinosa (Pers.) Tul. & C. Tul.) – gatunek grzybów z rodziny Diatrypaceae.

## Systematyka i nazewnictwo
Pozycja w klasyfikacji według Index Fungorum: Eutypa, Diatrypaceae, Xylariales, Xylariomycetidae, Sordariomycetes, Pezizomycotina, Ascomycota, Fungi.
Po raz pierwszy takson ten zdiagnozował w 1794 roku Christiaan Hendrik Persoon nadając mu nazwę Sphaeria spinosa. Obecną, uznaną przez Index Fungorum nazwę nadali mu w 1863 roku Louis René Tulasne i Charles Tulasne.
Synonimy:
- Engizostoma spinosum (Pers.) Kuntze 1898
- Sphaeria spinosa Pers. 1794
- Valsa spinosa (Pers.) Nitschke 1867

W 2024 r. Komisja ds. Polskiego Nazewnictwa Grzybów przy Polskim Towarzystwie Mykologicznym zarekomendowała polską nazwę krzyżaczka bukowa.

## Morfologia

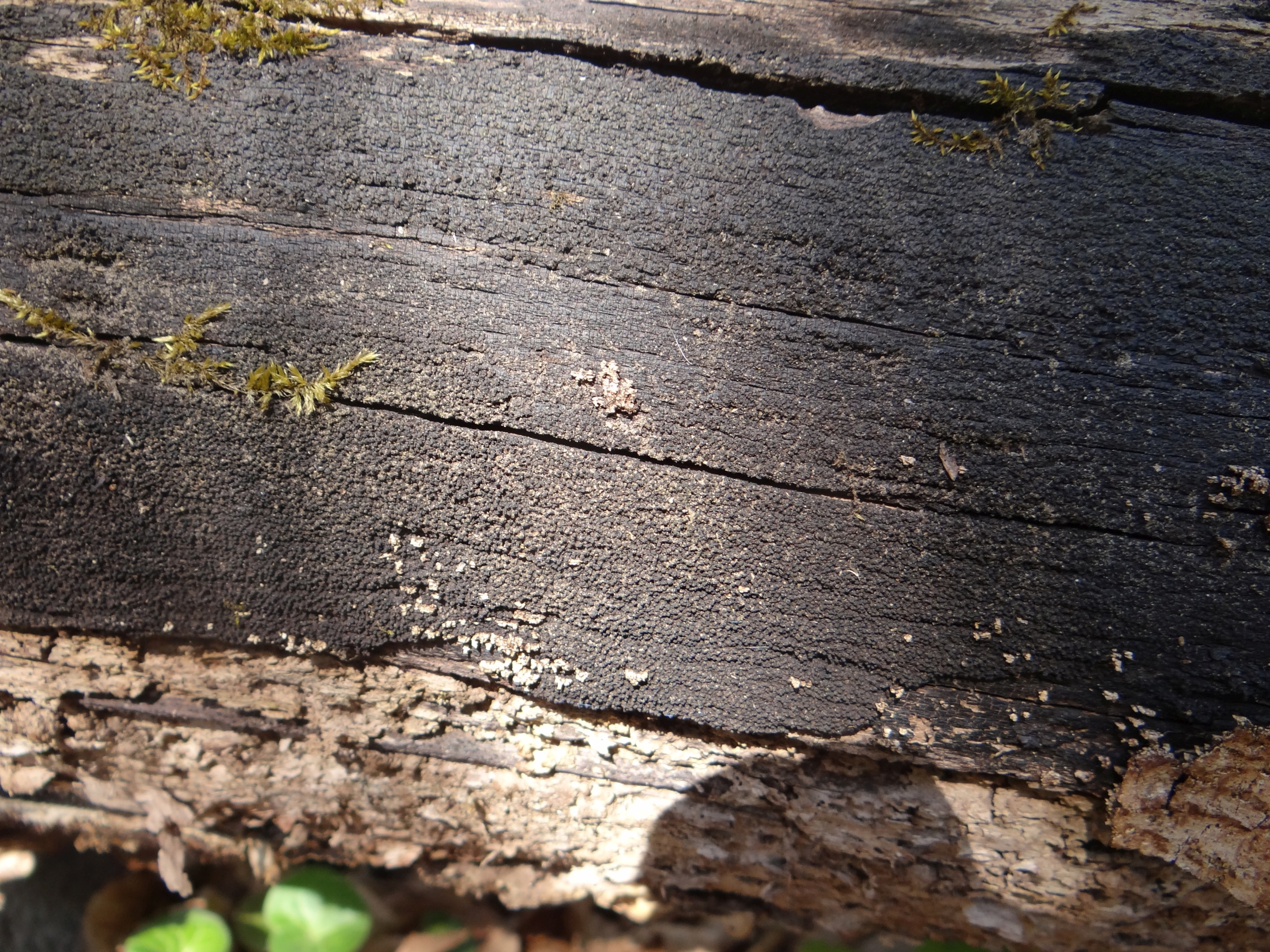
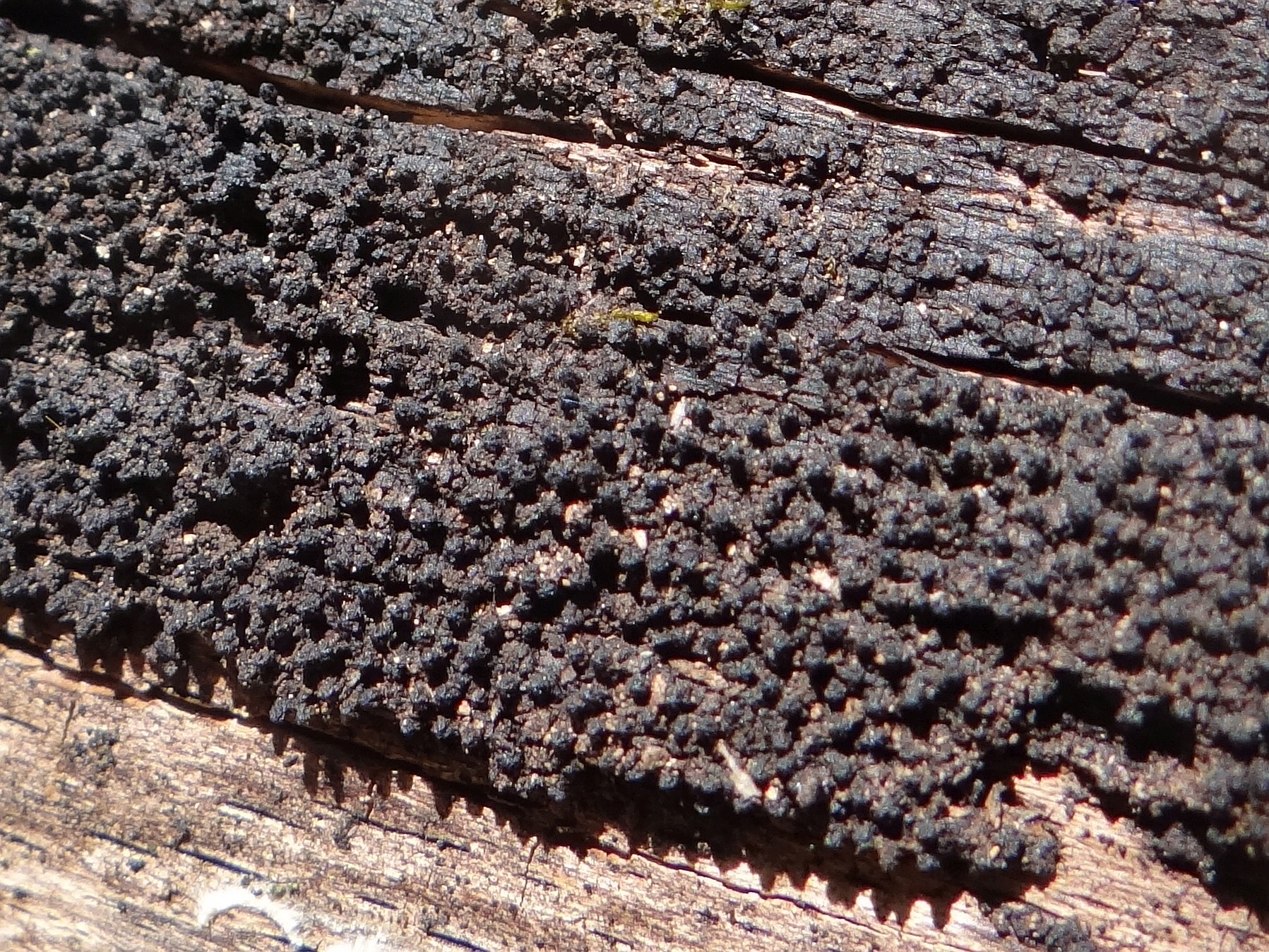
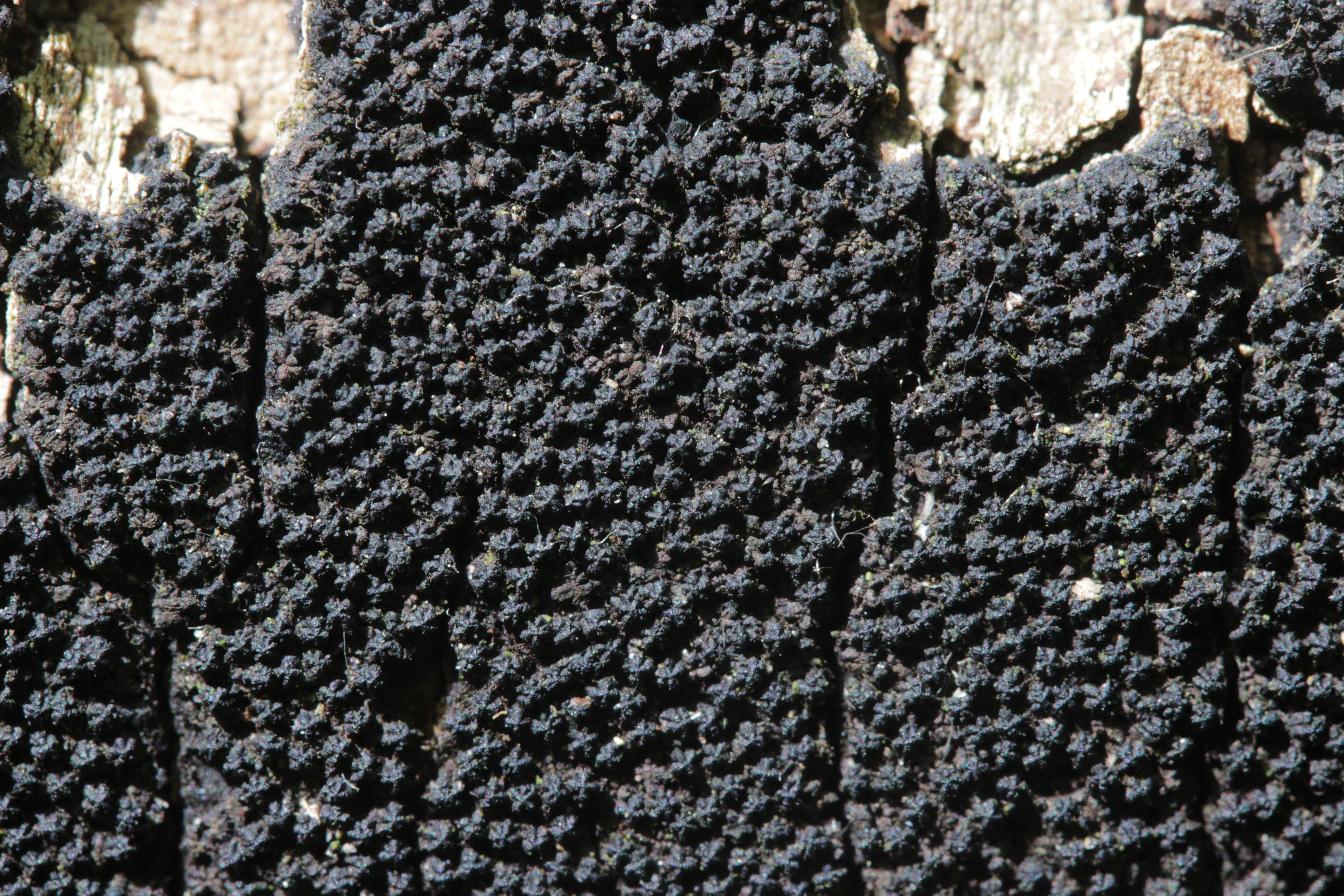

Zazwyczaj tworzy gęste skupiska podkładek, czasami pokrywające duże obszary podłoża. Są bardzo twarde i trudne do oddzielenia od podłoża, czarne o średnicy 2–4 mm, tworzące się ponad powierzchnią podłoża. Są mniej więcej kuliste, ze sterczącymi ujściami owocników przypominającymi kolce. Na szczycie wydłużonej szyjki owocników drobne otwory (ostiole).
Anamorfa
Nie tworzy konidiomów. Konidiofory w dużych nieregularnych skupiskach lub w palisadzie na powierzchni podkładki, krótkie, ciemnobrązowe, często rozgałęzione ze skupiskami komórek konidiotwórczych lub z komórkami konidiotwórczymi będącymi po prostu końcowymi komórkami konidioforu. Komórki konidiotwórcze mają rozmiar 12–21 × 2,5–3 (–4) µm, są szkliste do bladobrązowych, nieregularne w kształcie, ale mniej więcej cylindryczne, namnażające się sympodialnie i zwykle z licznymi zębami. Konidia 11–18 × 2–2,5 (–3) µm, nieregularnie oddzielające się, o nieco zaostrzonych końcach, szkliste, bez przegród, gładkie i cienkościenne.
Teleomorfa
Powstaje w podkładkach na powierzchni kory lub drewna. Podkładki te silnie podnoszą się i niszczą powierzchnię podłoża. Zwykle występują bardzo licznie zajmując dużą powierzchnię. Są czarne, ograniczone czarną linią strefy widoczną w drewnie, w młodym materiale pokryte są brązowoszarymi strzępkami. Ostiole o średnicy 200–400 µm. i wysokości 2–3 mm, mniej więcej cylindryczne, bruzdowane lub głęboko rozszczepione. Owocniki typu perytecjum, o średnicy 600-700 µm śr. i wysokości do 1,1 mm. Mają kształt od kulistego do jajowatego i występują w pojedynczej warstwie. Ponieważ występują blisko siebie, zwykle są zniekształcone z powodu kontaktu z innymi perytecjami. Zaopatrzone są w długą szyjkę. Wewnątrz perytecjów bardzo cienkie parafizy, często rozpływające się w okresie dojrzałości. Worki 8–zarodnikowe o wymiarach 25–35 × 5–6 µm z małym pierścieniem wierzchołkowym, który blednie w jodzie. Askospory (5,5–) 6–7,5 (–9) × (1,5–) 1,8-2,2 µm, kiełbaskowate, bez przegród, bladożółte, cienkościenne i gładkościenne, bez galaretowatej otoczki. Są trudne do obserwacji pod mikroskopem (wymagają barwienia).

## Występowanie i siedlisko
Najwięcej stanowisk podano w Ameryce Północnej i Europie, poza tym gatunek notowany jest w Chinach, Filipinach, Republice Południowej Afryki i na Hawajach. W Europie szeroko rozprzestrzeniony; występuje od Hiszpanii po południowe rejony Półwyspu Skandynawskiego. W Polsce występuje na całym obszarze, głównie w starych bukowych lasach.
Grzyb saprotroficzny, nadrzewny, występujący na martwych lub obumierających pniach i gałęziach różnych gatunków drzew, w Polsce notowany głównie na bukach. Na zasiedlonych powierzchniach drzewa powoduje odpadanie perydermy i kory.